# Dégradation forestière
 (janvier 2022).
La mise en forme du texte ne suit pas les recommandations de Wikipédia : il faut le « wikifier ».
Les points d'amélioration suivants sont les cas les plus fréquents. Le détail des points à revoir est peut-être précisé sur la page de discussion.
- Les titres sont pré-formatés par le logiciel. Ils ne sont ni en capitales, ni en gras.
- Le texte ne doit pas être écrit en capitales (les noms de famille non plus), ni en gras, ni en italique, ni en « petit »…
- Le gras n'est utilisé que pour surligner le titre de l'article dans l'introduction, une seule fois.
- L'italique est rarement utilisé : mots en langue étrangère, titres d'œuvres, noms de bateaux, etc.
- Les citations ne sont pas en italique mais en corps de texte normal. Elles sont entourées par des guillemets français : « et ».
- Les listes à puces sont à éviter, des paragraphes rédigés étant largement préférés. Les tableaux sont à réserver à la présentation de données structurées (résultats, etc.).
- Les appels de note de bas de page (petits chiffres en exposant, introduits par l'outil «  Source ») sont à placer entre la fin de phrase et le point final[comme ça].
- Les liens internes (vers d'autres articles de Wikipédia) sont à choisir avec parcimonie. Créez des liens vers des articles approfondissant le sujet. Les termes génériques sans rapport avec le sujet sont à éviter, ainsi que les répétitions de liens vers un même terme.
- Les liens externes sont à placer uniquement dans une section « Liens externes », à la fin de l'article. Ces liens sont à choisir avec parcimonie suivant les règles définies. Si un lien sert de source à l'article, son insertion dans le texte est à faire par les notes de bas de page.
- La présentation des références doit suivre les conventions bibliographiques. Il est recommandé d'utiliser les modèles {{Ouvrage}}, {{Chapitre}}, {{Article}}, {{Lien web}} et/ou {{Bibliographie}}. Le mode d'édition visuel peut mettre en forme automatiquement les références.
- Insérer une infobox (cadre d'informations à droite) n'est pas obligatoire pour parachever la mise en page.

Pour une aide détaillée, merci de consulter Aide:Wikification.
Si vous pensez que ces points ont été résolus, vous pouvez retirer ce bandeau et améliorer la mise en forme d'un autre article.

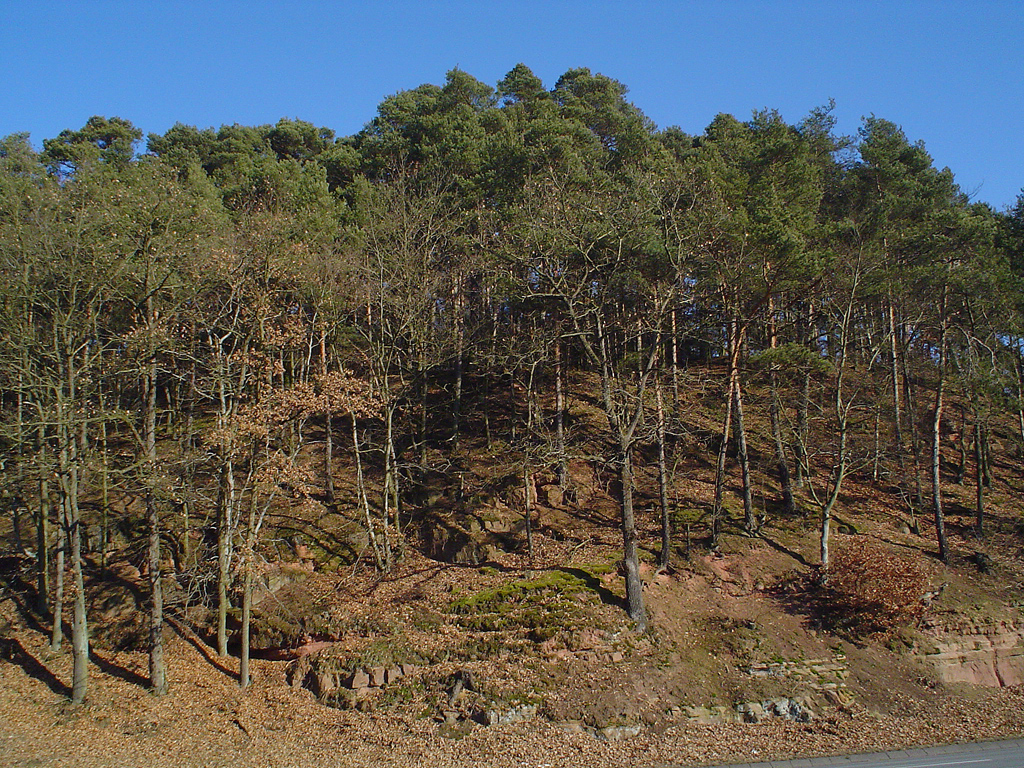
Forêt dégradée à Lahnberge, Allemagne : les sols sont lessivés par manque de couvert végétal, certains arbres perdent du terrain et semblent malades (photo d'Andreas Trepte).

La dégradation des forêts est un processus dans lequel la diversité biologique d'une zone forestière est diminuée de façon permanente par un facteur ou une combinaison de facteurs. « Cela n'implique pas une réduction de la superficie forestière, mais plutôt une diminution de sa qualité. ». La forêt est toujours là, mais avec moins d'arbres, ou moins d'espèces d'arbres, de plantes ou d'animaux, ou certaines d'entre elles touchées par des maladies. Cette dégradation rend la forêt moins riche et diverse et peut conduire à la déforestation. La dégradation des forêts est un type du problème plus général de la dégradation des sols. La déforestation et la dégradation des forêts continuent de se produire à un rythme alarmant, ce qui contribue de manière importante à la perte continue de biodiversité.

Facteurs de déforestation et de dégradation des forêts par région, 2000-2010, d'après la publication de la FAO

Depuis 1990, on estime qu'environ 420 millions d'hectares de forêts ont été perdus à cause du changement d'affectation des sols pour d'autres usages (agriculture, urbanisation...), bien que le taux de déforestation ait diminué au cours des trois dernières décennies. Entre 2015 et 2020, le taux de déforestation a été estimé à 10 millions d'hectares par an, contre 16 millions d'hectares par an dans les années 1990. La superficie de forêt primaire dans le monde a diminué de plus de 80 millions d'hectares depuis 1990. Plus de 100 millions d'hectares de forêts sont affectés par les incendies de forêt, les ravageurs, les maladies, les espèces envahissantes, la sécheresse et les phénomènes météorologiques extrêmes.

## Compréhension du terme
La déforestation est bien pire que la dégradation des forêts, mais elle est claire et visible. À l'inverse, la dégradation des forêts peut prendre place sans être observable immédiatement. Elle est difficile à mesurer et même le terme est sujet à discussion. Dans une étude présentée au XIIe Congrès Forestier Mondial, 2003, l'ingénieur forestier Jean-Paul Lanly déclare: « La situation est encore moins satisfaisante en ce qui concerne la dégradation des forêts en raison notamment de l'imprécision et des interprétations multiples, et souvent subjectives, du terme ». En 2009, le forestier américain H. Gyde Lund identifie plus de 50 définitions de la dégradation des forêts.
La notion de « permanence » pose également quelques difficultés: une forêt affectée par une sécheresse saisonnière douce peut subir une perte de sa diversité biologique, mais si elle est saisonnièrement inversée, alors ce n'est pas considéré comme une dégradation. À l'inverse, une sécheresse sévère et prolongée peut gravement dégrader une forêt et rendre opportune voire nécessaire l'intervention humaine pour limiter les dégâts.

## Difficultés qui entravent l'évaluation de la dégradation
Selon l'ingénieur forestier Jean-Paul Lanly il existe trois difficultés :
- les différents choix de l'état initial de référence ou situation de référence ;
- les critères retenus : santé, biodiversité, capacité de production ; et
- l'avis sur les perspectives d'évolution : le résultat final sera-t-il souhaitable ou indésirable ?

Pour cartographier la dégradation des forêts en Bolivie, Müller et al. prennent en compte les zones où il ne reste qu'entre 30% et 70% du couvert forestier d'origine. S'il reste moins de 30 %, la zone est considérée comme déboisée, et s'il reste plus de 70 %, la forêt est considérée intacte.
Davidar et al. pensent également que « la perte de couvert forestier dense et moyennement dense est évocatrice d'une dégradation des forêts » mais pour l'instant aucun paramètre n'existe « qui indique à quelle vitesse les forêts se dégradent et combien de temps il faudra à l'écosystème pour se dégrader au-delà du point de non-retour ».

## Causes

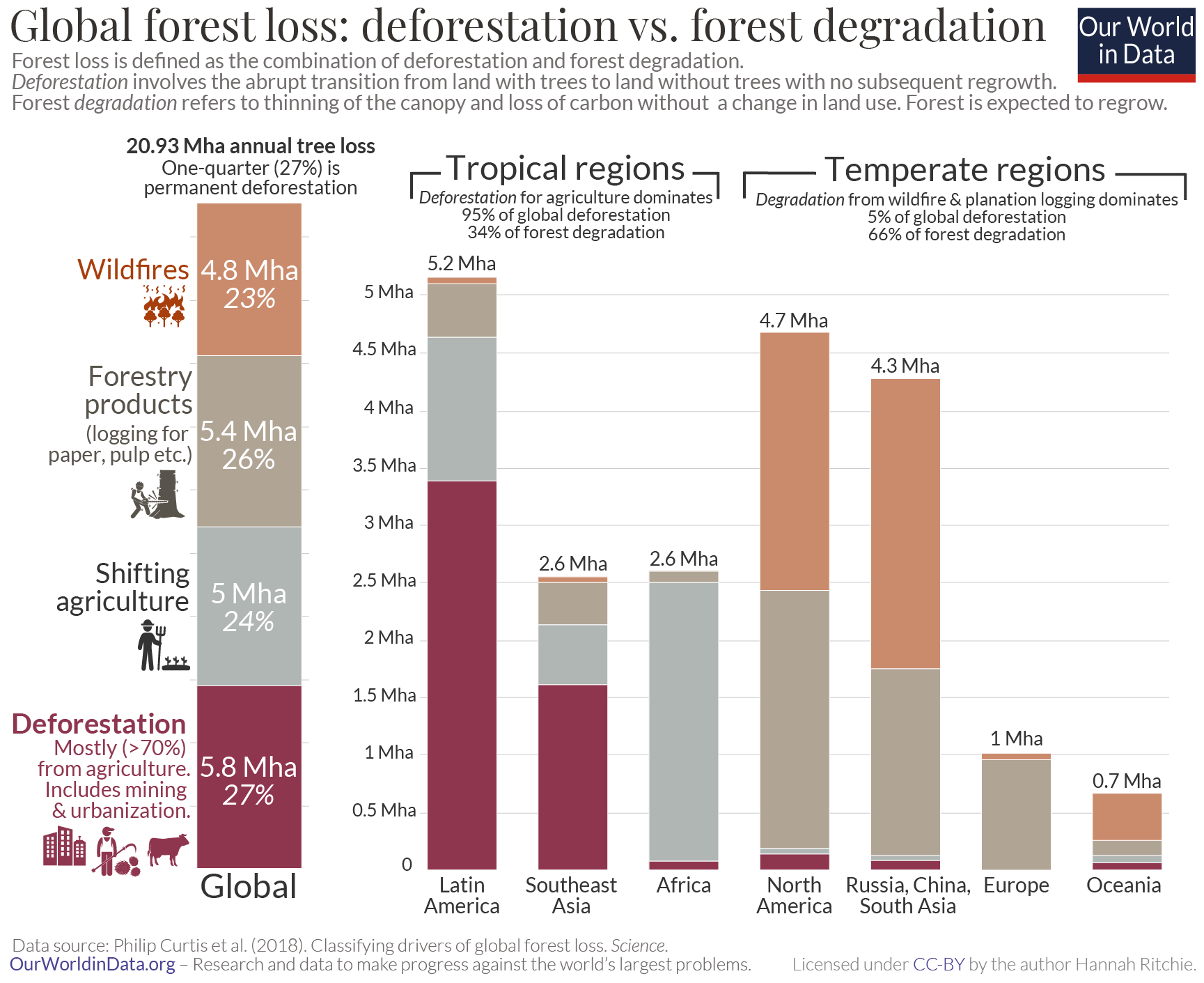
Perte de forêt par cause et région

Le Centre pour le développement agricole et forestier de la République dominicaine énumère les causes suivantes de la dégradation des forêts :
- Extraction excessive de produits forestiers comme le bois, le charbon de bois ou la résine.
- Construction de routes: après sa construction, la route favorise l'érosion des sols.
- Exploitation de mines à ciel ouvert: la zone d'extraction est bien sûr complètement déboisée, mais aussi la zone environnante subit une dégradation de sa faune et de sa flore.
- Expansion des zones urbaines.

Davidar et al. en ajoute une autre :
- Pâturage du bétail : les chèvres ou les moutons mangent les jeunes plants d'arbres, ralentissant ainsi la régénération naturelle de la forêt.

Earth Eclipse, une plateforme d'articles de recherche sur l'environnement, ajoute les causes suivantes :
- Pluie acide ;
- Ravageurs et maladies ;
- La pollution de l'air, la dégradation pour cette cause est spécifiquement appelée Waldsterben ;
- Fragmentation forestière : une grande forêt est morcelée en bois plus petits, ce qui détruit l'habitat des grands animaux ;
- Pollution terrestre ;
- Érosion du sol (voir image ci-dessus) et sédimentation.

Enfin comme cause supplémentaire:[réf. nécessaire]
- Tourisme excessif ou irrespectueux.

## Solutions à la dégradation des forêts
En règle générale, toute mesure visant à prévenir la déforestation réduira indirectement la dégradation des forêts. Spécifiquement pour la dégradation, Greenpeace propose :
- Atteindre une industrie forestière responsable ;
- Gestion durable des forêts.

La réduction des émissions de dioxyde de soufre (pour lutter contre les pluies acides) réduirait également les dégradations dues à cette cause. Si une centrale électrique au charbon utilise du charbon de mauvaise qualité (avec une forte teneur en soufre), cela peut être atténué par la désulfuration des gaz de combustion.

## Initiatives contre la dégradation des forêts
- La réduction des émissions dues à la déforestation et à la dégradation des forêts (REDD+) est une approche volontaire internationale d'atténuation du changement climatique visant à freiner la déforestation et la dégradation des forêts. Ce mécanisme fait partie de la Convention Cadre des Nations Unies sur les Changements Climatiques (CCNUCC) depuis 2005 ;
- Le Programme des Nations Unies sur la Réduction des Émissions dues au Déboisement et à la Dégradation des Forêts (ou Programme UN-REDD) est un programme collaboratif créé en 2008 par l'Organisation des Nations Unies pour l'alimentation et l'agriculture (FAO), le Programme des Nations Unies pour le Développement (PNUD) et le Programme des Nations Unies pour l'environnement (PNUE). Il ne doit pas être confondu avec REDD+. Le Programme UN-REDD soutient[8] ses pays partenaires (plus de 60) par un financement direct et un appui technique aux programmes nationaux REDD+ et au renforcement des capacités techniques.